# Strawinski-Brunnen
Der Strawinski-Brunnen (französisch: Fontaine à Stravinsky oder Fontaine Stravinsky) auf dem Igor-Strawinski-Platz (französisch: Place Igor Stravinsky) beim Centre Georges Pompidou in Paris wurde vom Schweizer Bildhauer Jean Tinguely und seiner Ehefrau, der französisch-schweizerischen Künstlerin Niki de Saint Phalle, entworfen und von 1982 bis 1983 ausgeführt. Am 19. Juni 1983 konnte der Brunnen feierlich eingeweiht werden.

## Beschreibung
Der nach Igor Strawinsky benannte Brunnen setzt sich aus dem rechteckigen Wasserbecken mit einer Grundfläche von fast 600 Quadratmeter und 16 beweglichen und wasserspeienden Einzelplastiken zusammen, die in größeren Abständen zueinander im Bassin stehen.
Unverkennbar ist die persönlich Handschrift der Künstler. Während Jean Tinguely schwarze Maschinenplastiken mit Spiralen, Räderwerke und einen Notenschlüssel kreierte, gestaltete Niki de Saint Phalle bunte Figuren wie Vögel, eine Schlange, einen Elefantenkopf, ein Herz und eine Meerjungfrau-Nana, aus deren Brustwarzen Wasserstrahlen spritzen. Die sich kontrastierenden Darstellungen bilden Pole und verschmelzen zugleich zu einer verspielt-heiteren Einheit. Die Skulpturen beziehen sich thematisch auf wichtige Kompositionen des russischen Musikers, sei dies als Anspielung oder als leicht erkennbare Figur aus einem seiner Werke wie L’Oiseau de feu (Der Feuervogel, 1910) oder Le rossignol (Die Nachtigall, 1914).

## Entstehung
Im Jahr 1983 „zeugte ein Brunnen einen anderen Brunnen“, wie der Komponist Pierre Boulez es formulierte. Boulez war der Überzeugung, nur Tinguelys magische Wasserspiele könnten den trostlosen, nach Igor Strawinski benannten Platz neben dem Centre Pompidou in Paris zum Leben erwecken, unter dem sich das Institut de Recherche et de Coordination Acoustique/Musique (IRCAM) verbirgt.
Tinguely nahm den Auftrag nur unter der Bedingung an, dass seine Lebensgefährtin Niki de Saint Phalle mit ihm zusammenarbeiten dürfe. Als zweiten Grund nannte er: „Ich hab’s gemacht, weil ich mich in Madame Pompidou verliebt habe.“ Er war der Meinung, dass es der Gestaltung durch Farben und Formen seiner Frau bedürfe, um zusammen mit seinen dunkel-schwarzen Maschinenkonstruktionen einen harmonischen „visuellen Fluss“ zwischen dem futuristischen, bunten Gebäude, dem Centre Pompidou, auf der einen und der grauen, düsteren, gotischen Fassade der Kirche Saint-Merri auf der anderen Seite herzustellen.
Bei der Anfertigung ergaben sich einige technische Probleme, bedingt durch den Standort, die die Konstruktion des Brunnens komplizierter gestalteten. Um das Gewicht zu reduzieren, wurden Tinguelys Skulpturen aus Aluminium konstruiert, jene Niki de Saint Phalles aus leichterem Fiberglas und Polyester. Der Wasserspiegel des Beckens wurde so niedrig wie möglich gehalten.
Die Musik des Komponisten Igor Strawinsky, die eng mit dem Tanz und mit russischen Volksweisen und Märchen verbunden ist, bot den beiden Künstlern ein reiches thematisches Repertoire. Der entstandene Brunnen ähnelt den farbenprächtigen Seiten eines russischen Kinderbuchs. Die im Sinne des Komponisten ausgewählten Instrumente bilden aus den Klängen des Wassers Muster, die in verwirrender Vielfalt aus den Skulpturen hervortreten.
Am 19. Juni 1983 fanden die Feierlichkeiten zur Einweihung des Brunnens im Musée d’Art Moderne statt. Nach 18-monatiger Renovierung ist der Brunnen seit November 2023 wieder in Betrieb.

Skulpturen im Strawinski-Brunnen
Die Nachtigall
Der Feuervogel
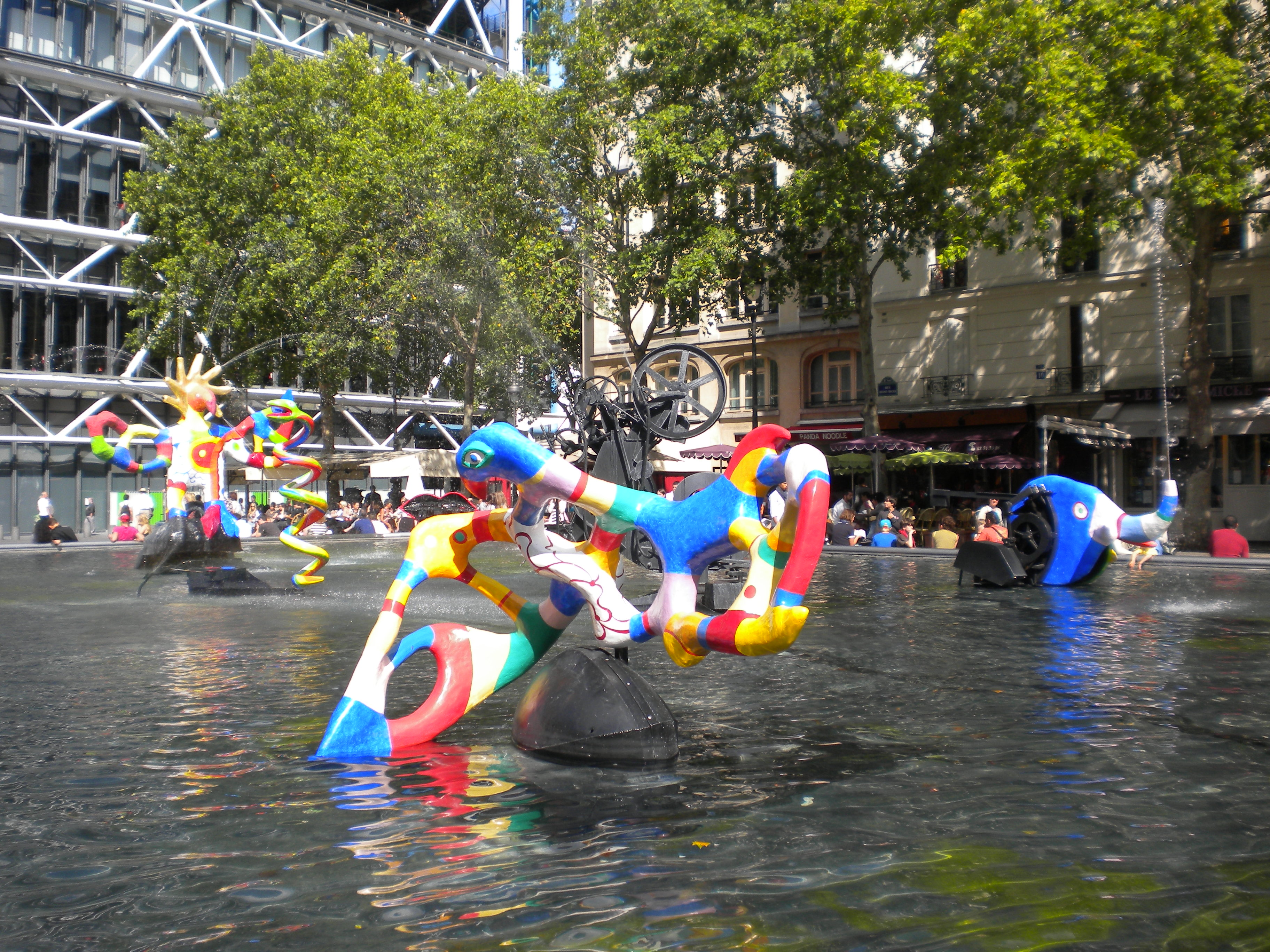
Die Nachtigall
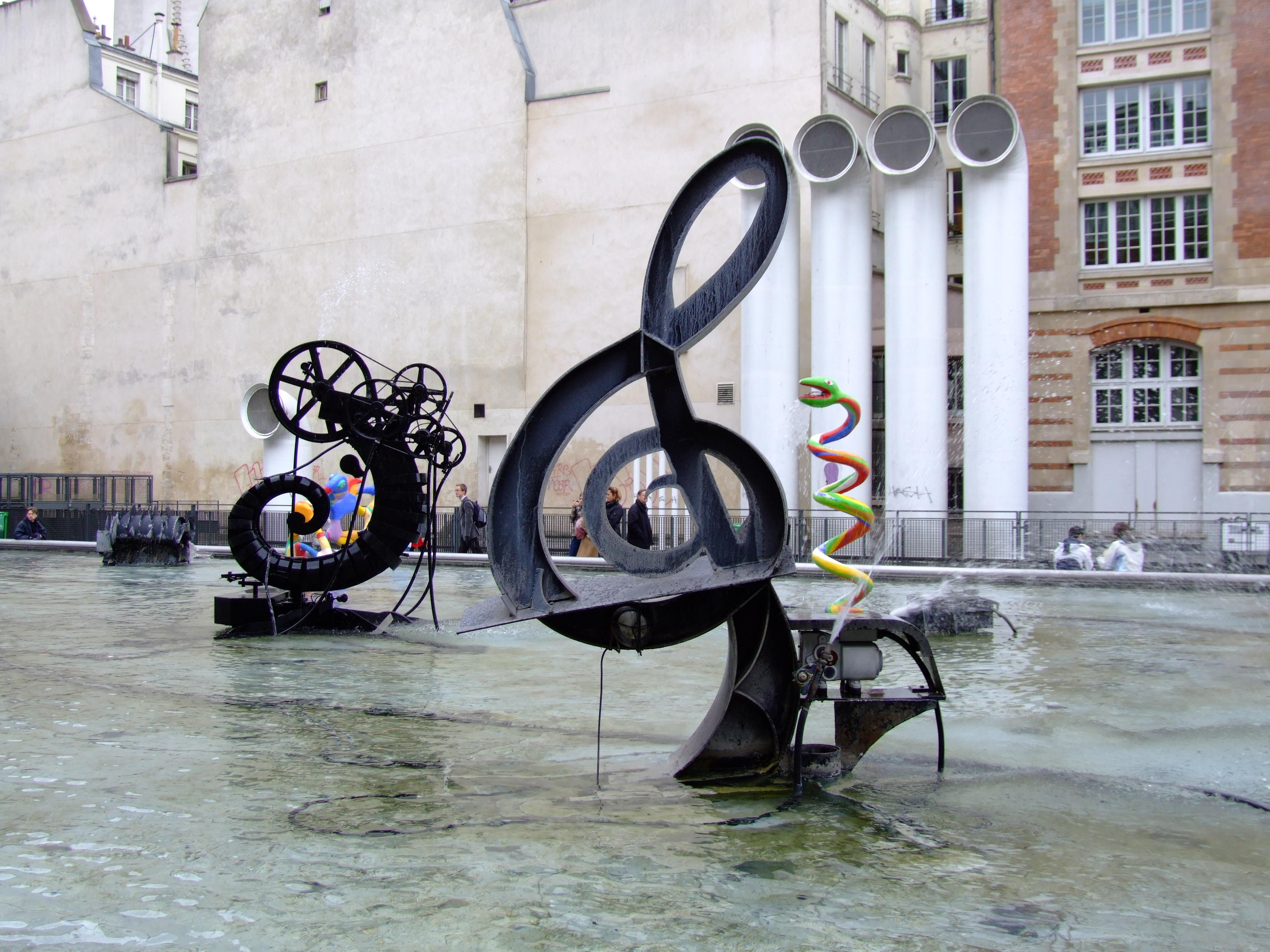
Die Spirale, der G-Schlüssel, die Schlange
Das Herz, die Schlange, der Feuervogel
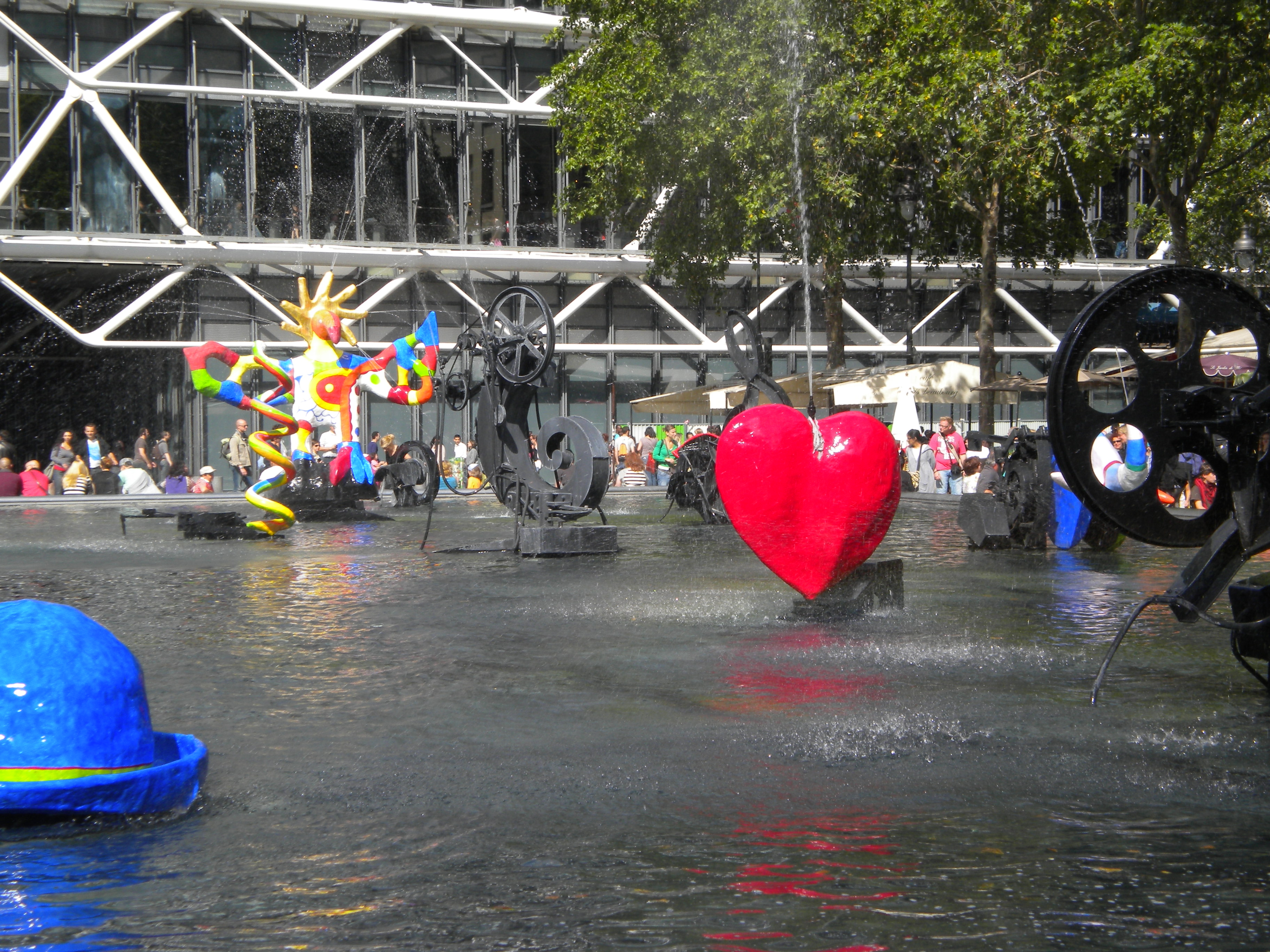
Der Clowns-Hut, links angeschnitten,  die Schlange, der Feuervogel, die Spirale, das Herz, Ragtime, rechts angeschnitten
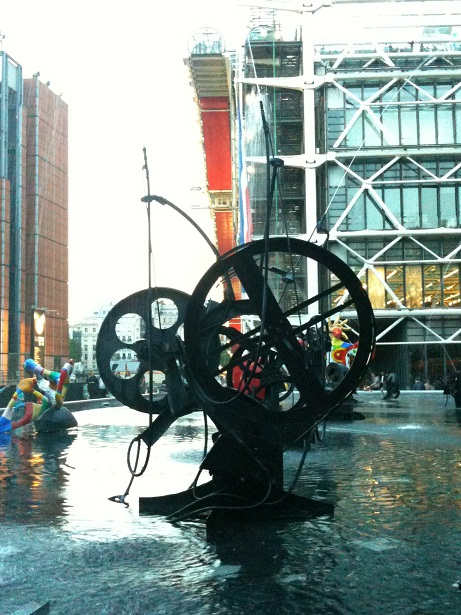
Ragtime

## Die 16 Skulpturen
- L’Oiseau de feu, der Feuervogel
- La Clef de Sol, der G-Schlüssel
- La Spirale, die Spirale
- L’Elephant, der Elefant
- Le Renard, der Fuchs
- Le Serpent, die Schlange
- La Grenouille, der Frosch
- La Diagonale, die Diagonale
- La Mort, der Tod

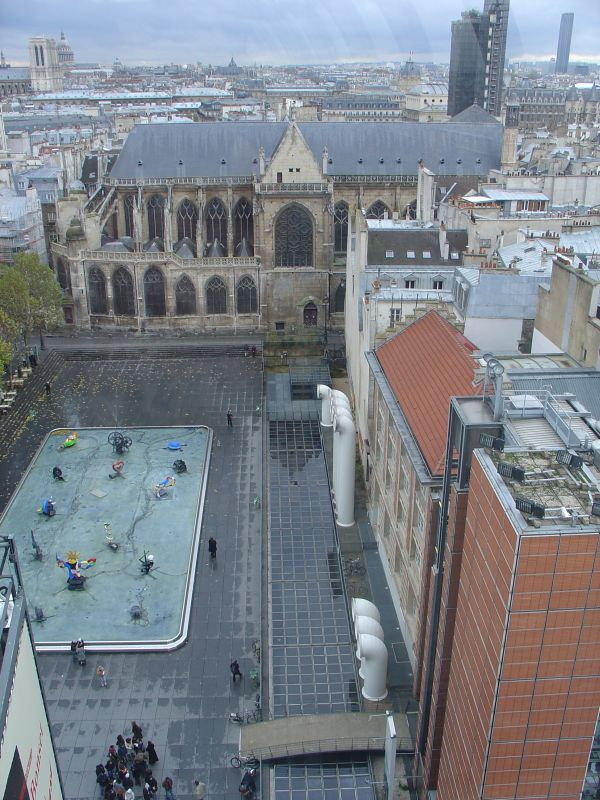
Place Igor-Stravinsky mit Stravinski-Brunnen vom Centre Georges Pompidou aus gesehen

- La Sirène, die Sirene, hier als Mischwesen Mensch und Fisch
- Le Rossignol, die Nachtigall
- L’Amour, die Liebe
- La Vie, das Leben
- Le Cœur, das Herz
- Le Chapeau de Clown, der Clowns-Hut
- Ragtime, Ragtime